# Утро (1911 – 1944)
Вижте пояснителната страница за други значения на Утро.
„Утро“ е български вестник от първата половина на 20 век, предназначен за широки слоеве читатели. Излиза в София в периода 1 февруари 1911 – 9 септември 1944 г. с редактори Стефан Д. Танев, Т. Генович, Ал. Иванов и др. и е непартиен, информационен всекидневник, най-масовият вестник в България до 9.09.1944 г., достигнал еднократен тираж 320 хиляди

## История

### Преди 9 септември 1944
През 1940-те години вестникарчетата в София припяват: „Зора“, „Заря“, Утро"!
Първият брой на вестника излиза на 1 февруари 1911 г., и се разпространява безплатно. От втория брой с цена пет стотинки са пласирани 8700 копия. С всеки следващ ден тиражът на вестник „Утро“ расте и той се превръща в най-тиражния всекидневник в България. През 1936 година тиражът му е около 100 хиляди броя дневно, но редакцията сочи предполагаема аудитория от над половин милион читатели. Върховият му тираж достига 320 хиляди броя, но е четен реално от над един милион читатели.
„В селата особено, там го четат като евангелие. Един чете, други са се надвесили над него и слушат. Писаното в един брой ще прочетат или ще чуят двадесет, тридесет души“
Стреми се към привлекателност в оформлението и чрез шрифтова „игра“ с многобройните заглавия, подзаглавия или чрез динамизиране на фотографията и включването ѝ в своеобразна конкуренция с карикатурата нерядко още на първа страница. „Главата“ е нарисувана от Петър Морозов, един от инициаторите за създаването на Дружеството на независимите художници (1920), пръв приложил в България графичната техника акватинта. Морозов е и първият фотограф-репортер на вестника с фотоапарат марка „Гамон“. Други художници в „Утро“ са Александър Божинов, Константин Каменов и др. Хумористичната страница е редактирана от Борю Зевзека – псевдоним на Борис Руменов, известен вече и от сп.”Барабан”, от в.”Слово” и от в.”Свободна реч”.

### След 9 септември 1944
След 9 септември 1944 г. вестникарската империя на Атанас Дамянов рухва. Новите управляващи среди не само веднага спират вестниците „Утро“ и „Дневник“, но и печатницата е окупирана от отечественофронтовски отряди. На 30 декември 1944 г. престава да излиза и вестник „Заря“. Дамянов е арестуван часове след държавния преврат. На 4 април 1945 г. той е осъден от т. нар. Народен съд на дълги години затвор и конфискация на всичките му движими и недвижими имоти.

## „Съединени печатници за издателство и графическо изкуство“ АД
Вестниците „Дневник“ (1902 – 1944), „Утро“ (1911 – 1944) и „Заря“ (1914 – 1944), както и седмичните издания вестник „Неделно утро“ (1922 – 1932) и списание „Илюстрована седмица“ (1923 – 1936) са част от вестникарската империя на Атанас Дамянов, който ръководи „Съединени печатници за издателство и графическо изкуство“ – АД, а от 1924 до 1944 г. е най-големият акционер.
До 1989 г. името на Атанас Дамянов и неговата вестникарска империя се споменават в справочни издания и в някои изследвания, но предимно със злепоставящи квалификации. Така например в националния библиографски указател на периодичния печат „Утро“ е вписан като „Информационен широко разпространен всекидневник, типичен представител на жълтия печат, нагоден към вкуса на безкритичния читател, политически безпринципен; през войните с германска ориентация, винаги в подкрепа на буржоазните, по-късно профашистки правителства“. 